# Porta NOT
| ENTRADA A | SORTIDA NOT A |
| 0         | 1             |
| 1         | 0             |

Símbol estàndard ANSI

Símbol estàndard IEEE

En lògica digital, un inversor o Porta NOT és una Porta lògica que implementa la negació lògica. La taula de la veritat és la que es mostra al quadre.
Això representa un comportament perfecte, el qual és assumit en l'electrònica digital. A la pràctica, els dispositius reals tenen característiques elèctriques que han de ser considerades en el disseny d'inversors. De fet, el comportament no ideal de la regió de transició dels inversors CMOS és realment útil en electrònica analògica com a amplificador electrònic

## Implementació electrònica

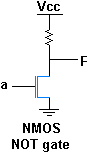
Inversor NMOS
Inversor PMOS
Inversor CMOS estàtic

Un circuit inversor genera un voltatge de sortida que representa l'oposat lògic de l'entrada. Els inversors es poden construir utilitzant tan sols un transistor NMOS o un transistor PMOS associat a una resistència. Alternativament, els inversors es poden fabricar utilitzant dos transistors complementaris en una configuració CMOS. Els inversos també es poden construir amb un transistor BJT ja sigui en lògica transistor-resistència (RTL,Resistor Transistor Logic) o amb una configuració de lògica transistor-transistor (TTL, Transistor-Transistor Logic).
Els circuits electrònics digitals operen en nivells fixos de tensió que corresponen a un 1 o un 0 binaris (vegeu Codi binari). Un circuit inversor serveix de porta lògica bàsica per canviar entre els dos nivells de tensió. La implementació determina la tensió especifica, però uns nivells comunament acceptats són (0V, +5V) per a circuits TTL.

### Blocs digitals
L'inversor digital és considerat el bloc base per a la construcció de tota l'electrònica digital. Les memòries (registres d'1 bit) s'implementen amb un biestable alimentant juntes les sortides de dos inversors. Els Multiplexors, descodificadors, màquines d'estat, i altres dispositius digitals sofisticats es basen en inversors.
L'Inversor Hex és un circuit integrat que conté sis inversors. Per exemple, el xip 7404 TTL que té 14 pins i el xip 4049 CMOS que té 16 pins, 2 dels quals usats per alimentació, i 12 pins per a entrades i sortides dels sis inversors (el 4049 té 2 pins sense connexió).

### Mesures d'eficiència
La qualitat dels inversors digitals es mesura habitualment amb la Corba de transferència de tensió, que és un gràfic de la tensió d'entrada i la de sortida. D'aquest es poden obtenir els paràmetres del dispositiu incloent tolerància al soroll, guany, i nivells lògics d'operació.
Idealment, la corba de transferència de tensió apareix com una funció inversa indicant el canvi entre obert i tancat, però ens els dispositius reals, existeix una regió de transició gradual. També indica que per a una tensió d'entrada baixa, genera una tensió de sortida alta; per a una entrada alta, la sortida tendeix als 0 Volts. La inclinació d'aquesta regió de transició és també una mesura de la qualitat - un gran desnivell (proper a l'infinit) representa un canvi precís.
La tolerància al soroll es pot mesurar comparant l'entrada mínima amb la sortida màxima per cada una de les regions d'operació (on / off).
La tensió de sortida, VOut, pot ser una mesura de la força de la conducció del senyal quan es connecten diversos dispositius en cascada.